# Franco Sacchetti
Pour les articles homonymes, voir Sacchetti.
Franco Sacchetti, (né à Raguse - aujourd'hui Dubrovnik - v. 1335 – mort v. 1400 à San Miniato, en Toscane) était un poète et romancier italien du XIVe siècle.

## Biographie
Franco Sacchetti était le fils de Benci di Uguccione, surnommé Buono, de la famille florentine noble et ancienne des Sacchetti. Alors qu’il était encore un jeune homme il avait déjà acquis une grande réputation comme poète et il semble avoir voyagé pour des affaires de plus ou moins grande importance jusqu’à Gênes, Milan ainsi qu'en Slavonie.
À partir de 1363, il réside à Florence où il assume des charges politiques. Quand une sentence de bannissement fut portée en 1380 par les autorités florentines contre les autres membres de la famille des Sacchetti, on constate que Franco en fut expressément exempté per esser tanto uomo buono, et il faisait partie, en 1383, des huit exerçant l’office de prieur pendant les mois de mars et d’avril.
En 1386, on voulut l’envoyer comme ambassadeur à Gênes, mais il préféra aller comme podestat à Bibbiena dans le Casentino.
En 1392, il était podestat de San Miniato et, en 1396, il avait un poste analogue à Faenza. En 1398, il reçut de ses concitoyens le poste de capitaine de la province de Romagne qui leur appartenait alors, et il avait sa résidence à Portico.
La date de sa mort est inconnue ; elle eut probablement lieu en 1400, quoique certains auteurs la reculent jusqu’à 1410.

## Œuvres

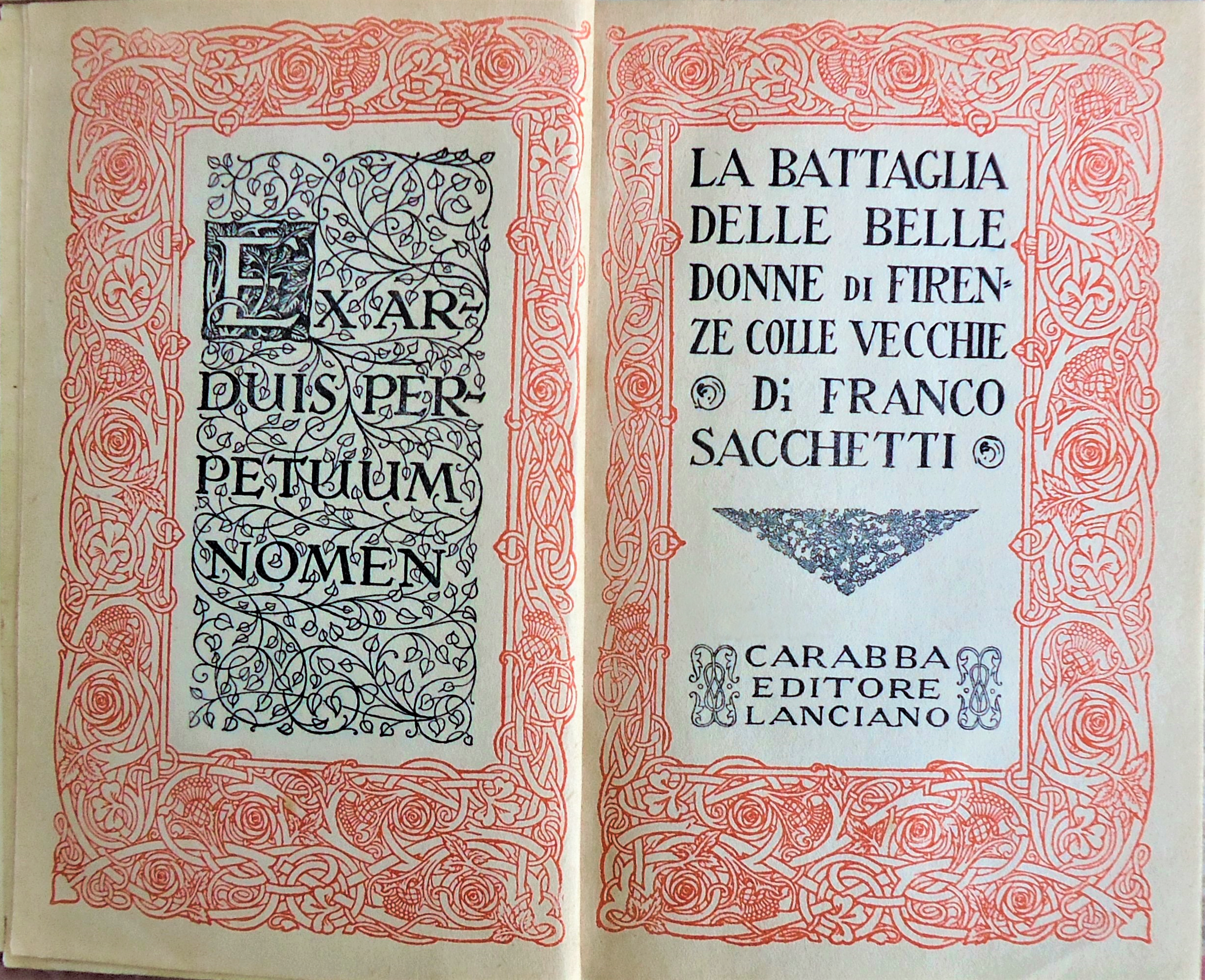
Battaglia delle belle donne, Carabba, 1917

Marchand avisé, bourgeois plein de bon sens, Franco Sacchetti voyagea beaucoup, se maria trois fois, et acquit une grande expérience dans tous les domaines de la vie, qu'il aimait passionnément ; il était autodidacte et ne cultiva la poésie qu'en manière de délassement de l'esprit et d’agréable passe-temps.
Il admirait les écrits de Boccace, dont il devint l'un des imitateurs les plus talentueux. Il composa un recueil de contes inspirés du Decameron, qu'il intitula Il trecento novelle (Trois cents nouvelles), dont seules 233 sont parvenues jusqu'à nous.
Ce ne sont pas des variations sur des sujets traditionnels ; elles parlent au contraire de ses expériences, de ce qu'il a vu, ou parfois, qu'il a entendu raconter, et on y trouve des anecdotes rapportant ce qu'il a vécu au cours de ses nombreux voyages. Ces petites histoires ne sont pas élaborées dans un style soigneux et rigoureux, puisqu'il se préoccupait seulement de raconter et ne se souciait pas de créer une œuvre d'art.
C'est pourquoi ses récits suivent une trame très simple et sans complications, parfois orientés vers la peinture des mœurs, parfois consacrés à une anecdote ou encore à une plaisanterie de bon goût, avec un soupçon de satire légère et un ton souvent délibérément malicieux. La raison et le bon sens bourgeois finissent toujours par triompher, même s’il force parfois le trait jusqu'à la caricature ou se contente de camper ses personnages dans les grandes lignes. Dans la conclusion des récits, il ne manque jamais d'énoncer une morale appropriée.
Parmi ses autres œuvres, on peut citer le poème La battaglia delle belle donne di Firenze con le vecchie, (La bataille des belles femmes contre les vieilles), datant d'avant 1354 ; Il Libro delle rime, qui rassemble en ordre chronologique des poèmes sur le thème de l'amour, et Sposizioni dei Vangeli (1378-1381), 49 chapitres de méditations en prose sur les Évangiles.